# زبیلیدی
زبیلیدی (به لاتین: Zbilidy) یک منطقهٔ مسکونی در جمهوری چک است که در شهرستان ییهلاوا واقع شده‌است. زبیلیدی ۱۰٫۴۳ کیلومتر مربع مساحت و ۱۹۱ نفر جمعیت دارد و ۶۳۶ متر بالاتر از سطح دریا واقع شده‌است.